# Silniční daň
Daň silniční je přímá daň, platná na území státu daň vybírajícího.

## Česká republika
V Česku se jedná o daň přímou majetkovou. Předmětem této daně jsou všechna motorová vozidla, která jsou používána k podnikání, a to i když jsou vlastněna soukromými osobami. Poplatníkem i plátcem této daně je provozovatel vozidla, který je zapsán v jeho technickém průkazu.
Sazba daně je u osobních automobilů stanovena podle objemu motoru, u nákladních automobilů závisí na hmotnosti celého vozidla a počtu náprav. Dříve bylo možné u nákladních vozidel uplatnit slevu dle emisní normy. V současné době se uplatňuje sleva na všechna vozidla dle data registrace – první tři roky 48 %, další tři roky 40% a další tři roky 25 %; u vozidel s první registrací do 31. prosince 1989 se naopak na silniční dani připlácí 25 %.
Zdaňovacím obdobím je 1 rok.. Majitel vozidla je povinen do konce ledna následujícího roku podat daňové přiznání.
Od silniční daně jsou osvobozena:
- vozidla zpravidla s méně než čtyřmi koly zapsaná v technickém průkazu vozidla jako kategorie L 1 a jejich přípojná vozidla,
- vozidla diplomatických misí a konzulárních úřadů, pokud je zaručena vzájemnost,
- vozidla zabezpečující linkovou osobní vnitrostátní přepravu za předpokladu, že ujedou pro tento účel více než 80 % kilometrů z celkového počtu kilometrů jimi ujetých ve zdaňovacím období,
- vozidla provozovaná ozbrojenými silami, vozidla civilní obrany, vozidla, která jsou mobilizační rezervou nebo pohotovostní zásobou,
- vozidla speciální samosběrová (zametací), speciální jednoúčelová vozidla – značkovače silnic a vozidla správců komunikací,
- vozidla pro dopravu osob nebo vozidla pro dopravu nákladů s nejvyšší povolenou hmotností méně než 12 tun, která: mají elektrický pohon, mají hybridní pohon kombinující spalovací motor a elektromotor, používají jako palivo zkapalněný ropný plyn označovaný jako LPG nebo stlačený zemní plyn označovaný jako CNG, nebo jsou vybavena motorem určeným jeho výrobcem ke spalování automobilového benzínu a ethanolu 85 označovaného jako E85.

Dne 9. března 2022 vláda rozhodla o zrušení silniční daně pro osobní vozy a dodávky do 12 tun.

## Nizozemsko
Pro osobní vozy a užitková vozidla do 3,5 tuny registrované v Nizozemsku jsou ročně vyměřeny poplatky silniční daně (Motorrijtuigenbelasting AKA MRB) berním úřadem, a to v závislosti na hmotnosti vozidla a palivu (naftové motory přibližně 2× dražší).
Výše daně závisí na mnoha parametrech, drobné cenové odchylky uplatňují i jednotlivé nizozemské provincie. Např. osobní vůz s pohotovostní hmotností od 951 kg do 1050 kg a s benzínovým motorem byl v roce 2022 v Severním Holandsku daněn 392 € ročně a moderní osobní vůz s pohotovostní hmotností mezi 1351 a 1450 kg s naftovým motorem byl daněn 1520 € ročně.
Podle automobilových příznivců je osobní a užitkový automobil registrovaný na nizozemské RZ daňová dojnice číslo jedna.
Pro vozidlo se zahraniční registrací tato daň uplatňována není, pokud však není užíváno osobou s registrovaným trvalým bydlištěm v Nizozemsku. Pravidelné kontroly vozů s cizími RZ celními orgány jsou běžné, často na základě informací z kamerových systému rozpoznávající RZ umístěných jak na hranicích, tak i ve vnitrozemí. Pokud je takový stav zjištěn, berní úřad to považuje za krácení daně s odpovídajícími důsledky. Jedinou možností, jak získat výjimku, je požádat prostřednictvím webových stránek nizozemského daňového úřadu o speciální povolení, a to maximálně na 14 dní pro jeden vůz s cizí RZ ročně.